# Polyrhachis greensladei
Polyrhachis greensladei é uma espécie de formiga do gênero Polyrhachis, pertencente à subfamília Formicinae.